# 太平洋皇鳩
太平洋皇鳩（學名Ducula pacifica）是一種鴿子。它們分佈在美屬薩摩亞、庫克群島、東斐濟較細小的島嶼、基里巴斯、紐埃、巴布亞新畿內亞較細小的衛星島嶼、薩摩亞、所羅門群島、托克勞、湯加、圖瓦盧、瓦努阿圖及瓦利斯和富圖納群島。
太平洋皇鳩棲息在小島上的熱帶潮濕低地森林及大島上的潮濕山區森林。為了覓食，它們可以來往島嶼之間或組成大群。它們是吃果實的，有時也會吃葉子及花朵。它們會在樹上築巢，以樹枝來築成密封的巢。每次只會生一隻蛋，雙親也會一同孵化。
雖然太平洋皇鳩也面對失去棲息地及獵殺的威脅，但它們仍很普遍，故世界自然保護聯盟將它們列為無危。它們在小島上較易受威脅。在湯加及薩摩亞於史前就已經有捕獵太平洋皇鳩的習俗，且具有特別的文化重要性。